# Diacyclops alticola
Diacyclops alticola – gatunek widłonoga z rodziny Cyclopidae. Opisał go w 1935 roku niemiecki zoolog Friedrich Kiefer, nadając mu nazwę Cyclops alticola. 